# Kayra Sayıt
Kayra Almira Sayıt, nata Ketty Mathé (Fort-de-France, 13 febbraio 1988), è una judoka francese naturalizzata turca.
Nel febbraio 2015 si è sposata in Turchia, ha cambiato il proprio nome è ha iniziato a gareggiare sotto la bandiera turca.

## Palmarès

### Per la Francia
- Europei

Minsk 2007: oro nella gara a squadre.
Varsavia 2007: bronzo nell'open.
Čeljabinsk 2012: argento nella gara a squadre.
- Mondiali juniores

Santo Domingo 2008: argento nei +78 kg.
- Europei juniores

Tallinn 2006: oro nei +78 kg.
Praga 2007: oro nei +78 kg.

### Per la Turchia
- Mondiali

Baku 2018: bronzo nei +78 kg.
Tokyo 2019: bronzo nei +78 kg.
- Europei

Kazan' 2016: oro nei +78 kg.
- Giochi del Mediterraneo

Tarragona 2018: oro nei +78 kg.

### Vittorie nel circuito IJF
| Data           | Località  | Paese    | Categoria  |
| -------------- | --------- | -------- | ---------- |
| 14 giugno 2015 | Budapest  | Ungheria | Grand Prix |
| 27 marzo 2016  | Tbilisi   | Georgia  | Grand Prix |
| 9 aprile 2017  | Adalia    | Turchia  | Grand Prix |
| 8 marzo 2019   | Marrakech | Marocco  | Grand Prix |